# Beleg van Krak des Chevaliers
Het Beleg van Krak des Chevaliers of De val van Krak des Chevaliers vond plaats in 1271, waarbij de mammelukken na enkele weken van belegering op 8 april de hele vesting  van de hospitaalridders wisten in te nemen.

## Achtergrond
In 1142 kochten de ridders voor circa 600 gouden bezanten het kasteel van Raymond II van Tripoli. Vanwege de lage prijs werd er door de hospitaalridders beloofd dat ze ook de grenspatrouilles bijhielden voor het Graafschap Tripoli. In 1268 viel het Vorstendom Antiochië in mammelukse handen en de kans op steun voor de burcht Krak des Chevaliers was nihil. Toch wisten de hospitalers nog drie jaar weerstand te bieden. Grootmeester Hugues de Revel had de leiding van de Krak aan Jean de Villiers toevertrouwd, die met kleine middelen weerstand moest bieden.

## Het beleg
In 1267 liet sultan Baibars de burcht voor het eerst belegeren. Alhoewel dit niet lukte, werden er drie anderen kastelen in het gebied wel veroverd. In 1271 ging Baibars er zich persoonlijk mee bemoeien en begon opnieuw een belegering op 3 maart. In de burcht waren circa 2000 manschappen aanwezig onder leiding van Jean de Villiers. Ze dachten deze belegering wel te kunnen doorstaan, omdat de vesting al tientallen keren een belegering had doorstaan. Op de zuidwestkant werd een katapult gestationeerd. Deze wist veel schade aan te richten. Op 22 maart wordt er een doorbraak geforceerd op de ingang, en enkele uren later werd ook de oostertoren bijna weggevaagd door katapultinslagen. Maar de ridders wisten nog een hoop te stutten en te barricaderen. Enkele dagen later begeven de Mamulukken zich op de binnenplaats (eerste laag) en op 31 maart stortte de westvleugel in. De mammelukken stormden vervolgens naar binnen. De hospitaalridders sloten zich als laatste strohalm op in de kern van de burcht. Op 8 april geven ze zich echter over in ruil voor een vrijgeleide van de mammelukken.
Na het veroveren van de Burcht werd de kapel al snel verbouwd tot moskee.